# Городисский, Марсель Павлович
Марсе́ль Па́влович Городи́сский (22 апреля 1901, Одесса, Российская империя — 27 января 1971, Москва, СССР) — советский адвокат, театральный деятель, писатель.

## Биография
Родился Марсель (в метрике Марселий) Городисский 22 апреля 1901 года в еврейской семье в Одессе. Отец – инженер-технолог, потомственный почётный гражданин Пинхос Мордкович (Павел Маркович) Городисский (1857—?), мать — домохозяйка Мария Симховна Городисская (в девичестве Коган, 1877—?), заключившие брак там же 8 июня 1897 года. Учился в Киевской гимназии, которую окончил с золотой медалью. После окончания театральной студии в 1919 году, присоединился к труппе театра Соловцова в Киеве.
Играл в пьесе «Фуэнте Овехуна» Лопе де Вега, поставленной Котэ Марджанишвили 1 мая 1919 года в Киеве на базе созданного Второго театра Украинской советской республики имени В. И. Ленина. В составе труппы гастролировал по территории УССР, исполняя роли в пьесах «Дети Солнца»,  «Вера Мирцева», «Вишневый сад» и других.
С октябре 1922 года преподавал в драматической студии при театре, которую впоследствии возглавил. С 1926 по 1952 год служил заведующим литературной частью Русской государственной драмы (с 1941 года – Театр русской драмы им. Леси Украинки). В 1924 году окончил юридический факультет Киевского университета. Помимо работы директором драматической студии и завлитом, состоял в Киевской коллегии адвокатов, где специализировался на уголовных делах. В 1952 году был исключен из коллегии адвокатов, преследовался МГБ. Является прототипом одного из героев пьесы Леонида Зорина «Гости». После смерти Сталина был восстановлен на работе.
В 1968 году стал председателем криминалистической секции коллегии адвокатов и членом методического совета по адвокатуре Юридической комиссии при Совете Министров Украинской ССР. Преподавал на юридическом факультете Киевского университета. Автор статей и книг о театральном искусстве и юриспруденции.
Умер 27 января 1971 года в Москве. Похоронен в Киеве.

## Семья
- Дядя — потомственный почётный гражданин Григорий Маркович Городиский, был женат на Любови Самсоновне Флексор — дочери гебраиста Самсона Флексора и сестре правоведа Давида Флексора.
- Двоюродный брат — Жак Диккер, швейцарский адвокат и политик-социалист.